# Ân Hạo
Ân Hạo (chữ Hán: 殷浩, ? - 356), tên tên tự là Thâm Nguyên (深源), nguyên quán ở huyện Trường Bình, Trần quận, là đại thần, tướng lĩnh dưới thời Đông Tấn trong lịch sử Trung Quốc.

## Thân thế và thời trẻ
Ân Hạo xuất thân trong một gia đình thế tộc. Cha của ông là Ân Tiện, tên tự là Hồng Kiều (洪喬), làm quan đến chức thái thú Dự Chương trong triều đình. Lúc sinh thời Ân Tiện chiêu tập nhiều bậc danh sĩ, trí giả hơn 100 người, trở nên rất nổi tiếng. Không rõ Ân Hạo được sinh năm nào và mẹ của ông là ai.
Ân Hạo được sử sách mô tả là người có tài năng và cũng khá nổi tiếng ngay từ lúc nhỏ. Ông có quan hệ tốt với chú là Ân Dung. Do thanh danh của mình nên Ân Hạo được Chinh Tây tướng quân Dữu Lượng (cậu ruột của Tấn Thành Đế) tuyển mộ, sau đó ít lâu bổ làm Tư đồ tả trưởng sử. Về sau, Ân Hạo lại được Chinh Tây tướng quân mới là Dữu Dực tiến cử. Triều đình nghe theo, bổ nhiệm ông làm Thị trung, An Tây quân ti, nhưng ông xưng có bệnh, không nhận chức quan rồi trở về quê, ẩn cư hơn 10 năm.
Trong vòng 10 năm ẩn cư, Ân Hạo nhiều lần được mời về triều đình nhưng ông đều từ chối. Tướng Giang Hạ là Tạ Thượng và Huyện lệnh Trường Sơn Vương Mông thường khuyên ông nhận chức cũng không được. Trong triều, các đại thần liên tiếp tiến cử Ân Hạo. Năm 346 thời Tấn Mục Đế, Vệ tướng quân Trữ Bầu tiến cử ông làm Kiến Vũ tướng quân, Thứ sử Dương châu nhưng Ân Hạo viết thư chối từ.

## Đại thần triều đình
Đầu thời Tấn Mục Đế, các trọng thần Dữu Băng, Dữu Dực rồi Hà Sung lần lượt qua đời. Tuy nhiên lúc này lại nổi lên thế lực của tướng quân Hoàn Ôn. Sau khi tiêu diệt được nước Thành Hán vào năm 348, uy tín của Hoàn Ôn trong triều ngày càng lớn mạnh, đe dọa đến triều đình trong khi Mục Đế còn quá nhỏ tuổi. Cối Kê vương Tư Mã Dục, người quản lý triều đình lo sợ, bèn nghe theo đề nghị của Trữ Bầu, mời Ân Hạo vào triều. Ân Hạo từ chối suốt từ tháng 3 đến tháng 7, cuối cùng chấp nhận.

## Đối đầu với Hoàn Ôn
Ân Hạo được triều đình phong làm Kiến Vũ tướng quân, thứ sử Dương châu, trở thành tâm phúc của Tư Mã Dục và nắm quyền quản lý triều chính. Ông có ý định chống đối với Hoàn Ôn, nên từ đó giữa hai người sinh ra hiềm khích.
Tuy nhiên ít lâu sau, cha qua đời, Ân Hạo tạm thôi chức để chịu tang. Triều đình gia cho Thái Mô tạm quản lý Dương châu thay ông. Đến khi hết tang, ông về triều, được giữ chức cũ và quyền lực cũng lớn hơn. Ông phong cho Chinh bắc trưởng sử Tuân Tiện làm Ngô quốc nội sử, Giang châu thứ sử Vương Hi Chi làm Hộ quân tướng quân để cùng đối kháng Hoàn Ôn. Nhưng Vương Hi Chi thường khuyên ông không nên gây hiềm khích. Ân Hạo không nghe.
Năm 350, Ân Hạo dâng sớ kể tội Thái Mô phạm tội bất kính, giáng làm dân thường. Từ đó quyền lực của Ân Hạo bao trùm triều đình, ai nấy đều phải sợ.

## Đem quân bắc phạt
Năm 349, hoàng đế Hậu Triệu là Thạch Hổ qua đời, Hậu Triệu phát sinh rối loạn. Ân Hạo bèn quyết định cử binh bắc phạt để thống nhất Trung Quốc. Năm 350, ông được phong làm Trung quân tướng quân, Giả tiết, Đô đốc năm châu quân sự là Dương, Dự, Từ, Duyện, Thanh. Cùng năm đó, Hoàn Ôn thượng biểu bắc phạt nhưng triều đình không xem xét và hạ lệnh xuống. Hoàn Ôn biết rằng Ân Hạo muốn chống mình, nên rất tức giận. Sau đó, Hoàn Ôn lại nhiều lần thỉnh cầu bắc phạt nhưng triều đình không phê chuẩn. Đến năm 352, Ôn đưa 50.000 quân tiến về phía đông, hướng đến Kiến Khang định diệt trừ Ân Hạo. Ân Hạo định cầu hòa, nhưng sau đó Hoàn Ôn tự động lui quân trước do sự khuyên ngăn của Vương Bưu Chi.
Năm 352, đến lượt Ân Hạo thượng biểu bắc phạt. Ông đưa quân tiến công các vùng Hứa Xương, Lạc Dương và sai thái thú Hoài Nam Trần Quỳ, Thứ sử Duyện châu Thái Duệ làm Tiên phong, Tạ Thượng, Tuân Tiện là Đốc thống, lấy lúa hơn 1.000 khoảnh ruộng ở phía tây Trường Giang làm quân lương, rồi dẫn quân bắc phạt.
Quân của Ân Hạo tiến về thành Hứa Xương thì tướng vừa quy hàng là Trương Ngộ làm binh biến phản lại, Ân Hạo đành phải dừng việc tiến về phía bắc để lo diệt Trương Ngộ. Ông sai Tạ Thượng cùng Diêu Tương tiến đánh Trương Ngộ nhưng do Ngộ được Tiền Tần giúp sức nên quân Tấn bị đại bại. Ân Hạo đành lui về Thọ Xuân.
Không chịu thất bại, đến tháng 9 cùng năm, Ân Hạo lại một lần nữa khởi binh bắc phạt nhằm vào nước Tiền Tần, đóng quân ở Tứ Khẩu. Ông sai thái thú Hà Nam Đái Thi đóng ở Thạch Môn, thái thú Huỳnh Dương Lưu Độn đóng ở Thạch Môn, để làm hậu bị. Khi đến Thọ Dương, Ân Hạo dụ các đại thần của vua Tiền Tần Phù Kiện là Lương An, Lôi Nhương đến, bảo nếu giết Phù Kiện sẽ phong cho chức to. Tuy nhiên sau đó hai người này bị Phù Kiện giết chết. Trong khi đó, Ân Hạo nghi kị tướng dưới quyền Diêu Tương nên muốn giết đi, bèn sai Lưu Khải giữ Tiếu Thành, dời ông đi Lê Đài, Lương quốc, dâng biểu xin cho ông thụ chức Lương quốc nội sử.
Ân Hạo thượng biểu xin Mục Đế cho mình đóng ở Lạc Dương, tu sửa viên lăng, lại sai Quan Quân tướng quân Lưu Hiệp giữ Lộc Thai, Kiến Vũ tướng quân Lưu Đôn đóng ở Thượng Viên, xin triều đình cho mình thôi chức ở Dương châu để đóng ở Lạc Dương. Triều đình không chịu. Hạo lại rút quân về Thọ Dương.
Sang tháng 9 năm 353, Ân Hạo dẫn 70.000 quân bắc phạt lần nữa. Tuy nhiên lần này Diêu Tương có ý làm phản, bèn nhân lúc Ân Hạo đưa quân đến, cho thủ hạ giả làm dân ban đêm bỏ trốn để phục kích. Khi vào đến núi, quân của ông bị Diêu Tương đánh dữ dội, bản thân ông phải chạy đến Tiếu thành, hơn vạn quân bị Diêu Tương sát hại, quân lương và vật tư trong quân bị lấy đi hết. Ân Hạo lại sai Lưu Khải và Vương Bân tiến công trở lại Diêu Tương, nhưng bị thua trận, Khải và Bân bị giết.

## Mất chức và qua đời
Việc Ân Hạo liên tiếp thua trận làm Hoàn Ôn không thể nhịn được, đến năm 354 thì thượng biểu lên Tấn triều đòi cách chức Ân Hạo. Triều đình đành phải nghe theo, phế ông làm Thứ nhân, đày sang huyện Tín An, quận Đông Dương. Ân Hạo không than vãn nửa lời. Nhiều người thương tiếc cho ông.
Trong thời gian bị lưu đày, Ân Hạo nhờ lại lúc mình còn phú quý, đau buồn vô cùng, vịnh một bài rằng
Phú quý tha nhân hợp, bần tiện thân thích li
Không lâu sau, Hoàn Ôn lại mời ông về làm Thượng thư lệnh. Ân Hạo vui mừng đồng ý, viết thư đáp lại, nhưng lời lẽ không vừa lòng Hoàn Ôn nên bị Ôn ghét, không cho gọi nữa.
Năm 356, Ân Hạo mất ở Tín An, không rõ bao nhiêu tuổi. Triều đình cho khôi phục quan tước cho ông.
Ân Hạo có một người con là Ân Quyên. Năm 371, thời Tấn Giản Văn Đế, bị Hoàn Ôn vu cho tư thông với Vũ Lăng vương Tư Mã Hi làm phản, bị giết chết